# Victoria Williamson
Victoria "Vicky" Williamson (Norwich, 15 de setembre de 1993) és una ciclista anglesa especialista en el ciclisme en pista. Va guanyar una medalla al Campionat del món de velocitat per equips el 2013. Anteriorment ja havia pujat al podi als Mundials júnior i als Campionats d'Europa sub-23 i els de categoria júnior.